# Koereiger
De koereiger (Ardea ibis)  is een kleine witte reigersoort.

## Beschrijving

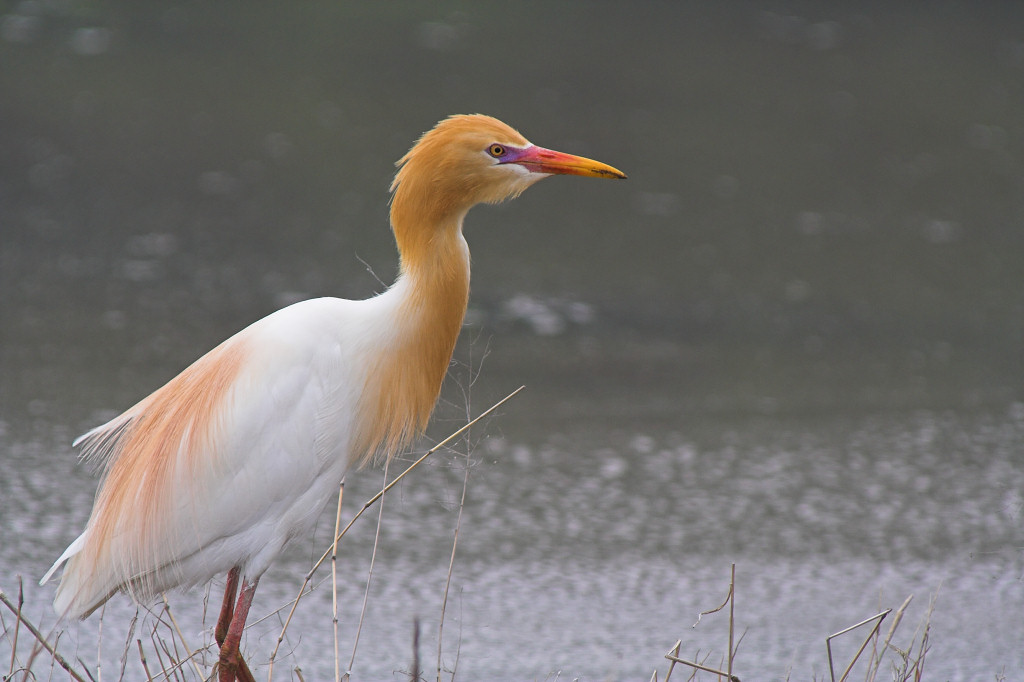
Mannetje in broedkleed

### Uiterlijke kenmerken
De koereiger is 45 tot 52 cm lang. Het is een vrij kleine, compacte, actieve, witte reiger met een korte, vaak ingetrokken nek. Buiten de broedtijd is de vogel egaal wit, met een gele snavel en geelgrijze poten. In de broedtijd kleurt de snavel iets meer naar oranjegeel, de poten zijn dan ook lichter en er zijn oranje veren op de kruin, borst en mantel.

### Voedsel
De vogel dankt zijn naam (ook zijn vroegere Latijnse: bubulcus betekent  ossendrijver) aan het feit dat hij vaak in groepjes het vee op de weide vergezelt. Grazend vee jaagt vaak insecten, kikkers, muizen en andere kleine dieren uit hun schuilplaats die de vogel graag eet. Ze staan ook vaak op de rug van grazende zoogdieren.

### Voortplanting
Koereigers nestelen vaak in gezelschap van andere reigersoorten. In het broedseizoen heeft de koereiger een kenmerkend broedkleed.

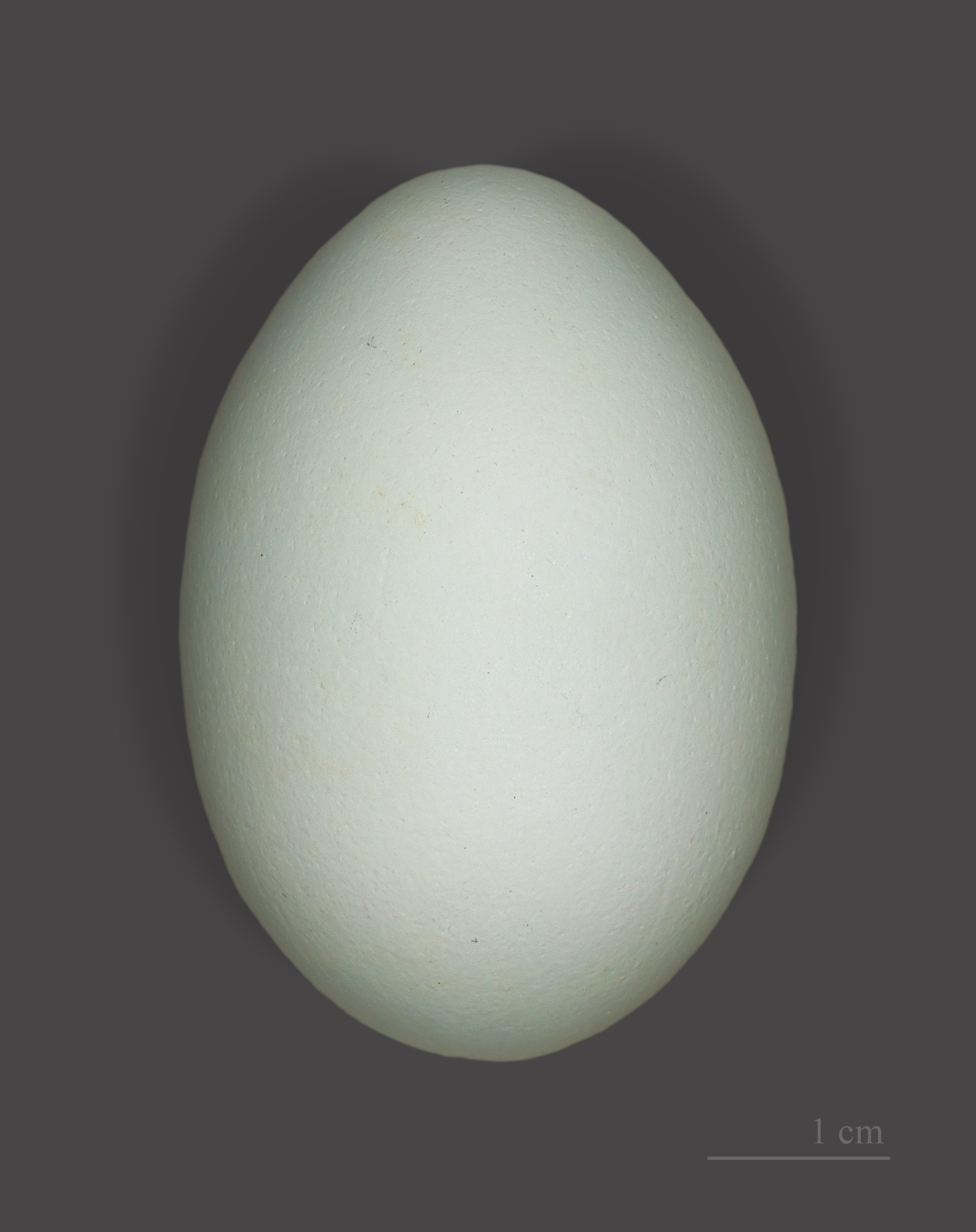
Ei van de koereiger

## Verspreiding en leefgebied
Van oorsprong komt de soort uit Afrika en bewoonde daar draslanden, cultuurland en graslanden. De vogel heeft zich sinds het begin van de twintigste eeuw (waarschijnlijk op eigen kracht) verspreid over Zuidwest-Europa en is in de jaren 1930 ook de Atlantische Oceaan overgestoken en heeft zich binnen 40 jaar via Zuid-Amerika over dit continent in zowel zuidelijke als noordelijke richting, tot in Noord-Amerika uitgebreid. De koereiger broedde in 1968 voor het eerst in Zuid-Frankrijk.
De oostelijke koereiger wordt vaak nog als ondersoort van de koereiger beschouwd, bijvoorbeeld door BirdLife International (en de IUCN).

### Voorkomen in Nederland
De documentatie over de eerste waarnemingen van koereigers in Nederland in de jaren 1960 zijn enigszins "vervuild" door waarnemingen van vogels die afkomstig zijn uit gevangenschap. Tussen 1973 en 1996 werd de vogel 84 keer waargenomen, waarvan 57 waarnemingen tussen 1980 en 1996. In 1998 vond een kleine invasie plaats met zeker 20 exemplaren; in dat jaar broedden de eerste koereigers in Nederland (op Oostvoorne).
De koereiger geldt anno 2012 als een zeldzame vogel en onregelmatige broedvogel.

### Suriname
De koereiger komt algemeen voor in de kuststreek van Suriname. De soort heet in het Surinaams sabaku en heeft dankzij zijn populariteit model gestaan voor het logo van de Surinaamse Luchtvaart Maatschappij.

## Status
De koereiger heeft een groot verspreidingsgebied en daardoor alleen al wordt de kans op uitsterven uiterst gering geacht. De grootte van de populatie, inclusief die van de oostelijke koereiger, wordt geschat op 3,8 tot 7,6 miljoen exemplaren en gaat nog in aantal vooruit. Om deze redenen staat de koereiger als niet bedreigd op de Rode Lijst van de IUCN.